# Daşaltı
Daşaltı (orm. Քարին տակ, Karin tak) – wieś w Azerbejdżanie, w rejonie Şuşa. Przed konfliktem w Górskim Karabachu większość ludości stanowili Ormianie. 7 listopada 2020 roku wieś została odbita przez wojska azerskie i na mocy porozumienia pokojowego z 9 listopada powróciła pod kontrolę Azerbejdżanu.
Rynek oraz Stare Miasto są stosunkowo dobrze zachowane, ukazując tradycyjną architekturę regionu. Znajduje się tu również ormiański kościół wiejski, który został restaurowany przez wolontariuszy Organizacji Ziemi i Kultury w latach 1999–2000.
Wioska jest nocnym przystankiem na szlaku turystycznym Dżanapar.